# Ясеновка (Ровненская область)
Ясеновка (укр. Ясенівка) — село в Семидубской сельской общине Дубенского района Ровненской области Украины.
Население по переписи 2001 года составляло 28 человек. Почтовый индекс — 35660. Телефонный код — 3656. Код КОАТУУ — 5621688209.